# Omala (Nigéria)
Omala é uma Área de governo local no estado de  Kogi, na Nigéria delimitada ao norte pelo rio Benue. Sua sede fica na cidade de Abejukolo (ou Abajikolo), no norte da área em 7° 43′ N, 7° 33′ L.
A linha de nordeste da igualdade de latitude e longitude passa através do sudeste da LGA.
Possui uma área de 1.667 km² e uma população de 108.402 no censo de 2006.
O código postal da área é 270.